# Huck
Huck — серия комиксов, состоящая из 6 выпусков, которую в 2015—2016 годах издавала компания Image Comics.

## Синопсис
Серия повествует о заглавном герое, который имеет необычные способности. Он помогает жителям небольшого приморского города, и они благодарят Хака, оставляя его силы в секрете. Однако всё меняется, когда тайна просачивается в СМИ.

### Выпуски
| № | Дата выхода     | Оценка на Comic Book Roundup    | Предполагаемый объём продаж (первый месяц) |
| - | --------------- | ------------------------------- | ------------------------------------------ |
| 1 | 18 ноября 2015  | 8,6 из 10 на основе 35 рецензий | 35 299, позиция в Северной Америке — 71    |
| 2 | 16 декабря 2015 | 8,3 из 10 на основе 16 рецензий | 22 937, позиция в Северной Америке — 121   |
| 3 | 13 января 2016  | 8,6 из 10 на основе 12 рецензий | 20 986, позиция в Северной Америке — 106   |
| 4 | 17 февраля 2016 | 8,9 из 10 на основе 10 рецензий | 20 183, позиция в Северной Америке — 108   |
| 5 | 16 марта 2016   | 8,4 из 10 на основе 9 рецензий  | 19 917, позиция в Северной Америке — 100   |
| 6 | 20 апреля 2016  | 8,1 из 10 на основе 10 рецензий | 19 551, позиция в Северной Америке — 106   |

### Сборники
| Название     | Тип            | Дата выхода  | Собранный материал | Кол-во страниц | ISBN                       | Предполагаемый объём продаж (первый месяц) |
| ------------ | -------------- | ------------ | ------------------ | -------------- | -------------------------- | ------------------------------------------ |
| Huck, Vol. 1 | Мягкая обложка | 20 июля 2016 | Huck #1-6          | 160            | 978-1632157294, 1632157292 | 5 137, позиция в Северной Америке — 5      |

## Отзывы
На сайте Comic Book Roundup серия имеет оценку 8,5 из 10 на основе 92 рецензий. Мэтт Литтл из Comic Book Resources похвалил художников. Мэтью Фей из PopMatters дал первому выпуску 8 баллов из 10 и написал, что он «представляет собой восхитительную смесь двух американских икон: сверхчеловека и скромного человека». Чейз Магнет из ComicBook.com дал дебюту оценку «C» и отметил, что комикс «сосредоточен на очень очаровательной, потенциально мощной идее». Ричард Грей из Newsarama присвоил первому выпуску 10 баллов из 10 и подчеркнул, что «одна из суперспособностей Марка Миллара заключается в том, что он находит обычное в диковинном, и наоборот». Его коллега Джастин Патридж III вручил дебюту оценку 6 из 10 и назвал его «самым сдержанным комиксом Марка Миллара на сегодняшний день». Мэтью Мёрфи из ComicsVerse дал первому выпуску 5 звёзд из 5 и посчитал, что «с рисунками Рафаэля Альбукерке Huck может быть самым красивым комиксом, изданным Милларом в этом году». Тони Герреро из Comic Vine также оценил дебют в 5 звёзд из 5 и написал, что «Хак — герой, которого мы ждали».

## Фильм
В год выхода комикса сообщалось, что по его мотивам будет снят фильм, за производство которого отвечает Studio 8.